# 33863 Elfriederwin
33863 Elfriederwin è un asteroide della fascia principale. Scoperto nel 2000, presenta un'orbita caratterizzata da un semiasse maggiore pari a 2,2534570 au e da un'eccentricità di 0,1745451, inclinata di 7,92295° rispetto all'eclittica.
L'asteroide è dedicato a Elfriede e Erwin Schwab, genitore di uno degli scopritori dell'osservatorio.